# Arlington Valles
Arlington Valles, nato Fred Valles (Londra, 4 maggio 1886 – Hollywood, 12 aprile 1970), è stato un costumista britannico.